# Me First and the Gimme Gimmes
Me First and the Gimme Gimmes er en punkgruppe og coverband fra Californien, USA, som er kendte for at spille punkversioner af popsange, f.eks. "Over the Rainbow", "Uptown Girl", "Mandy" og "I Believe I Can Fly".